# 阿馬蒂格納克島
阿馬蒂格納克島是美國的火山島，位於太平洋海域，屬於德拉羅夫群島的一部分，由阿拉斯加州負責管轄，長8公里、寬4公里，最高點海拔高度302米，島上無人居住。
51°15′44″N 179°06′31″W / 51.26222°N 179.10861°W